# ヨハン・ジモン・ヘルムシュテット
ヨハン・ジモン・ヘルムシュテット（Johann Simon Hermstedt, 1778年12月29日 バート・ランゲンザルツァ - 1846年8月10日、ゾンダースハウゼン）は、ドイツのクラリネット奏者。

## 生涯
クーアザクセンの軍楽隊長の息子として生まれ、アンナベルクの軍人子弟学院（Soldatenknaben-Institut）で学ぶ。1799年に父が率いる楽隊に入隊し、駐留していたドレスデンの文化的な環境の中でクラリネット奏者として頭角を現す。この時期にフランツ・タウシュに師事したとも伝えられている。
1801年、ヘルムシュテットは自らもクラリネットを嗜んだシュヴァルツブルク＝ゾンダースハウゼン侯のギュンター・フリードリヒ・カール1世と知り合う。翌年の1802年には公の求めでゾンダースハウゼンの近衛楽隊（Garde-Hautboistencorps）に入団、1803年に宮廷の薬剤師ゲルラッハ（Gerlach）の娘と結婚している。その後楽団員として、またソリストとして精力的に活動を行い、1810年には音楽監督、1824年には宮廷楽長の地位を与えられる。1835年に楽団は管弦楽団へと改組されるが、ヘルムシュテットは1839年の退職までその任にあった。
1841年8月の演奏会を最後に演奏活動からも引退し、1846年にゾンダースハウゼンで没する。死因は、過度のクラリネットの練習を重ねたことによる喉の疾患と伝えられている。

## 演奏
ドイツ全土で演奏活動を行ったヘルムシュタットは、卓越した技巧と音色のグラデーションの広さによって人気を博し、ドイツにおけるクラリネットのヴィルトゥオーゾとして、ハインリヒ・ヨーゼフ・ベールマンと並び称される存在だった。彼にクラリネットの教えを受けてもいたシュヴァルツブルク＝ゾンダースハウゼン侯は「まず間違いなく、現代における最も偉大なクラリネットの名手である」と述べ、ヨハン・ヴォルフガング・ゲーテも彼の演奏を称賛している。
また、ベールマンがカール・マリア・フォン・ウェーバーとの交流で知られているのと同様に、ヘルムシュテットはルイ・シュポーアとの関係でよく知られている。1808年、ヘルムシュテットはシュポーアが楽長を務めていたゴータの宮廷楽団に客演した際にシュポーアと知り合い、親交を結ぶ。これを知った公がヘルムシュタットのための協奏曲を委嘱し、『クラリネット協奏曲第1番』ハ短調 作品26が書かれた。両者の協力関係はこれ以降も続き、シュポーアはヘルムシュテットのため、さらに3曲の協奏曲（第2番変ホ長調 作品57（1810年）、第3番ヘ短調（1821年）、第4番ホ短調（1828年））、2曲の協奏的作品、1曲の室内楽曲と1曲のクラリネット助奏付き歌曲を少なくとも書いている。シュポーアは晩年に書いた自伝のなかで、委嘱を喜んで受けたことを回想し「ヘルムシュテットがこの楽器の機構をいとも易々と駆使できただけでなく、彼の奏でる音色はきわめて美しく、音程も精確だったのですから、私は自分の創意をいかようにも自由にぶつけることができたのです」と記している。
またヘルムシュテットは、1812年にウェーバーに「協奏曲」の作曲を依頼しており、『協奏的大二重奏曲』作品48がそれに応えた作品であると考えられている。
彼の演奏において、その技巧の完璧さに関しては衆目の一致するところであったが、その演奏の「趣味」に関しては賛否両論があった。1815年にヘルムシュテットと共演したウェーバーは、次のように書き残している。

ヘルムシュテットは2度、じょうずに吹いた。太く、陰にこもったような音。法外な困難を切り抜ける様は、しかし常に立派というわけではなく、この楽器の性質に逆らったようなところが多くある。奏法についても然り、ヴァイオリンの運弓法に染まりすぎている。このことが時としてよい結果をもたらすことがあるとしても、上から下までの音の完全な均質性と、ベールマンのもつ筆舌に尽くし難いほどの趣味のよい奏法には欠ける。

ヘルムシュテットは、クラリネットの改良に関しても知られている。前述のシュポア作品が音域や音形に関して「クラリネッティストが一目見ただけで演奏不能と思い込んでしまうような」部分を多く含んでいたために、ヘルムシュテットはそれまで使用していた5鍵の楽器を12鍵に改造して対応した。また、マウスピースやリガチャーの素材として金属を採用した最初期の人物でもあり、一本の楽器でA管とB管を切り替えることができる"Combination Clarinet"の開発にも関わった。